# Verwaltungsgemeinschaft Schrobenhausen
Die Verwaltungsgemeinschaft Schrobenhausen liegt im oberbayerischen Landkreis Neuburg-Schrobenhausen und wird von folgenden Gemeinden gebildet:
1. Berg im Gau, 1401 Einwohner, 22,59 km²
2. Brunnen, 1790 Einwohner, 32,14 km²
3. Gachenbach, 2592 Einwohner, 30,25 km²
4. Langenmosen, 1664 Einwohner, 23,88 km²
5. Waidhofen, 2282 Einwohner, 27,32 km²

Sitz, jedoch nicht Mitglied der Verwaltungsgemeinschaft ist die Stadt Schrobenhausen.
Der Verwaltungsgemeinschaft gehörte von der Gründung am 1. Mai 1978 bis 31. Dezember 1979 auch die Gemeinde Aresing an.